# Stadio Sant’Elia
Das Stadio Comunale Sant’Elia ist ein Fußballstadion der italienischen Stadt Cagliari auf Sardinien. Es war lange Zeit die sportliche Heimat des Fußballvereins Cagliari Calcio. 2017 wurde es geschlossen und soll für einen Neubau abgerissen werden.

## Geschichte
Das Stadio Sant’Elia wurde im 1970 eröffnet. Es löste das Stadio Amsicora als Heimspielstätte des Fußballvereins Cagliari Calcio, der in der Saison 1969/70 seine bisher einzige italienische Meisterschaft gewonnen hatte, ab. Das Sant’Elia bot zu dieser Zeit bis zu 60.000 Zuschauern Platz, der Zuschauerrekord datiert aus dem Herbst 1970, als im Erstrundenspiel des Europapokals der Landesmeister gegen die AS Saint-Étienne ca. 70.000 Besucher der Begegnung beiwohnten.

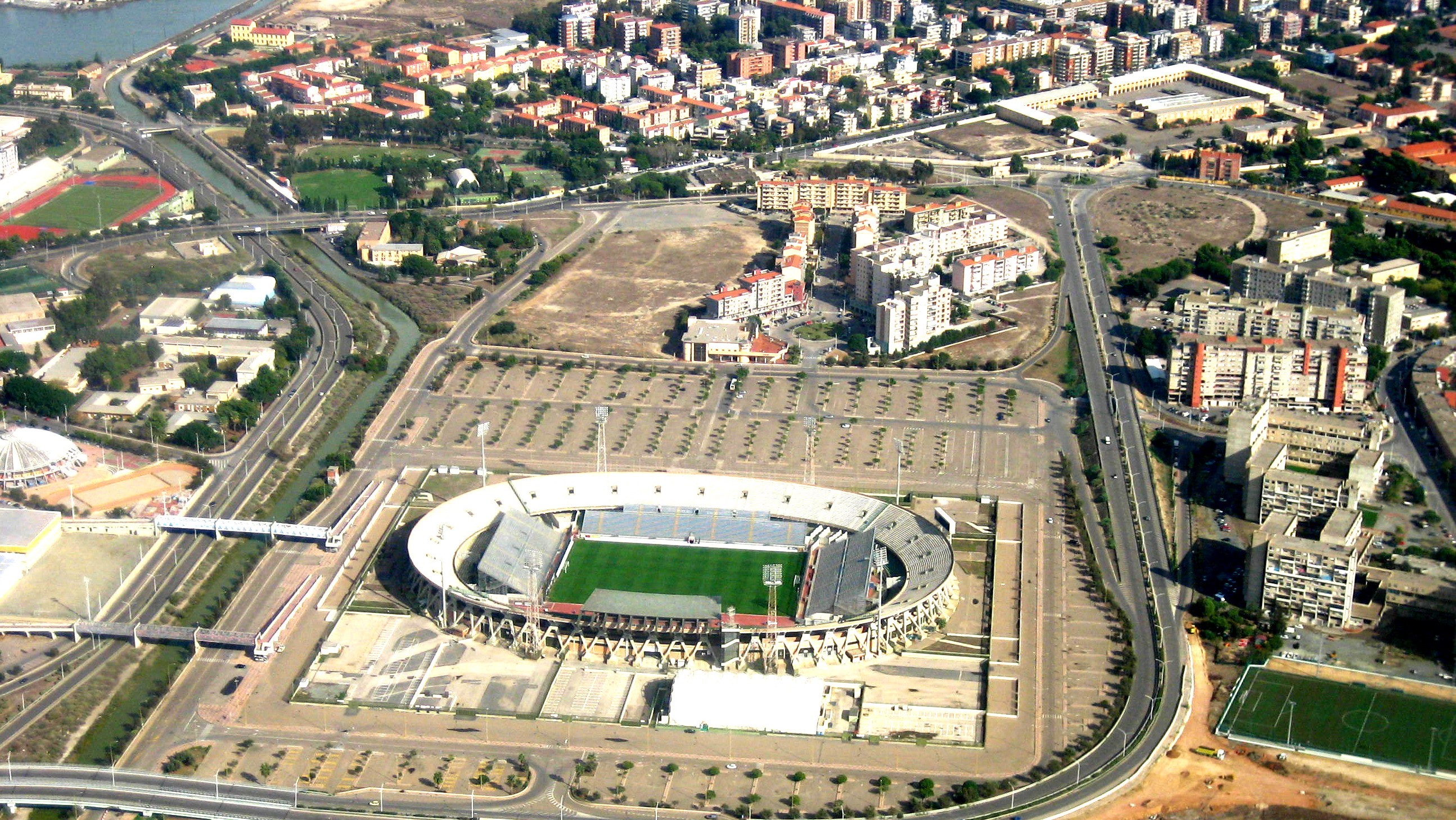
Luftaufnahme aus dem Jahr 2008

Im Vorfeld der Fußball-Weltmeisterschaft 1990 wurde das Stadion grundlegend saniert und modernisiert, die Kapazität sank dadurch auf 39.905 Plätze. Bei der WM beherbergte es die drei Spiele der Gruppe F mit Beteiligung der englischen Mannschaft. In der Folge wurde das Stadion auch für Leichtathletikveranstaltungen genutzt.
Im Sommer 2002 wurde das Sant'Elia wiederum umgebaut. Grund dafür waren das gesunkene Zuschauerinteresse an den Spielen von Cagliari Calcio, in den Vorjahren meist als Fahrstuhlmannschaft zwischen Serie A und B pendelten und der große Abstand zwischen Zuschauerrängen und Spielfeld. Hinter beiden Toren sowie auf der Seite der Gegentribüne wurden auf der bestehenden Kunststoffbahn der Leichtathletikanlage Stahlrohrtribünen errichtet, was das Stadio Sant’Elia in ein reines Fußballstadion verwandelte. Drei Viertel des bis dahin bestehenden Stadions sind heute somit nicht mehr nutzbar, einzig die Haupttribüne wird weiterhin genutzt. Die Zuschauerkapazität sank deshalb auf 23.486 Plätze.

## Geplanter Neubau und Schließung
Seit 2007 plant Cagliari Calcio den Neubau eines eigenen Stadions. Im September 2010 stellte man die Pläne für den Neubau vor. Das Stadion sollte eine Kapazität von 23.600 überdachten Sitzplätzen haben und im Jahr 2011 fertiggestellt werden. Es sollte nicht in Cagliari gebaut werden, sondern im etwa acht Kilometer entfernten Elmas entstehen. Bis heute ist aber weder die vorgesehene private Finanzierung gesichert noch der endgültige Standort ausgewählt.
Am 16. Mai 2012 erklärten die Behörden das Stadion wegen Sicherheitsmängeln für eine Gefahr für die allgemeine Sicherheit. Die letzten Spiele der Saison 2011/12 trug Cagliari im Stadio Nereo Rocco in Triest nahe der slowenischen Grenze aus. Zur Saison 2012/13 zog Cagliari Calcio, vorerst für drei Jahre als Übergangslösung, in das Stadio Is Arenas nach Quartu Sant’Elena, welches für die Ansprüche der Serie A umgebaut wurde.
Am 18. Dezember 2015 stellte Cagliari Calcio Bilder und ein Video für ein zukünftiges Stadion vor. 2017 sollten die Arbeiten für ein neues Stadion auf dem Grund des alten Sant’Elia starten. Dem Stadtrat von Cagliari wurden Pläne für die neue Spielstätte mit 21.000 Plätzen vorgelegt. Für die Bauzeit musste ein Ersatzspielort gefunden werden. Neben dem Stadion wurde die temporäre Sardegna Arena errichtet. Das Stadio Sant’Elia sollte bis 2019 durch einen Neubau ersetzt werden. Für die Übergangszeit ist neben dem alten Sant’Elia die Sardegna Arena mit 16.233 Plätzen für acht Mio. Euro entstanden. Nach der Fertigstellung der vorübergehenden Spielstätte soll dann der Bau des neuen Sant’Elia beginnen. Der Neubau sollte 2019 fertiggestellt werden.
Mitte April 2018 wurde aus anfänglich 25 Entwürfen der Gewinner ausgewählt. Der Entwurf von Sportium / Manica Architecture soll bis zum Ende des Jahres ausgearbeitet werden. An der Auswahl aus den drei finalen Entwürfen wurden auch die Fans und Bürger miteinbezogen. Mehr als 5.000 Menschen beteiligten sich an der Wahl. Das neue Stadion mit 25.000 Plätzen sollte Mitte 2021 fertiggestellt werden.
Nach mehreren Verzögerungen scheinen die Hindernisse für einen Neubau nun aus dem Weg geräumt zu sein. Im November 2019 hat der Stadtrat von Cagliari dem Bauprojekt mit großer Mehrheit zugestimmt. Der Club muss noch 60 Tage auf die endgültige Bestätigung warten, danach können die Pläne für den Bau genau ausgearbeitet werden. Der bisherige Entwurf wird noch einmal an einigen Stellen verfeinert. Über das endgültige Aussehen der neuen Spielstätte soll bis Ende 2020 Klarheit herrschen. Cagliari Calcio hofft auf den Beginn der Bauarbeiten im Jahr 2021. 2024 soll das neue Stadion mit 25.200 Plätzen für geschätzte 60 Mio. Euro stehen. Der Entwurf stammt von einem Konsortium namens Sportium, an dem auch das bekannte Büro MANICA Architecture beteiligt ist. Ein an das Stadion anschließendes großes Einkaufszentrum soll nun auf einem anderen Grundstück in der Nähe errichtet werden.

## Rückkehr von Cagliari Calcio
Trotz Bemühungen gelang es nicht, die Sicherheitsbedenken an der Übergangslösung Stadio Is Arenas auszuräumen. Schon vor dem Ende der Saison 2012/13 kehrte Cagliari Calcio dem Is Arenas den Rücken und zog abermals für die letzten Spiele in das Stadio Nereo Rocco nach Triest zurück. Nach Verhandlungen im Sommer 2013 zwischen Cagliari Calcio und der Stadt als Stadioneigentümer kehrte der Fußballclub zur Spielzeit 2013/14 in das Sant’Elia zurück. Die ersten Heimspiele trug Cagliari in Triest aus, bevor man am 19. Oktober 2013 mit dem Ligaspiel des achten Spieltages gegen Catania Calcio (2:1) vor 4.798 Besuchern in die alte Heimat zurückkehrte.

## Spiele bei der Fußball-Weltmeisterschaft 1990
- 11. Juni 1990:  England –  Irland 1:1 (35.238 Zuschauer)
- 16. Juni 1990:  England –  Niederlande 0:0 (35.267 Zuschauer)
- 21. Juni 1990:  England –  Ägypten 1:0 (34.959 Zuschauer)